# Vertebrae
Vertebrae (lat. ‚Wirbel‘) ist das zehnte Album von Enslaved. Es erschien 2008 bei Indie Recordings/Nuclear Blast.

## Geschichte
Das von der Band selbstproduzierte Album wurde in den ersten Monaten des Jahres 2008 eingespielt und von Joe Barresi (Tool, Queens of the Stone Age) gemischt und von George Marino gemastert. Es verkaufte sich für die Verhältnisse Enslaveds sehr gut: Bereits in der ersten Woche wurden in den USA 1.100 Exemplare abgesetzt, doppelt so viele wie beim Vorgänger Ruun.

## Rezeption
Das Album erreichte Platz 20 in Norwegen. Das Album wurde Album des Jahres im britischen Magazin Terrorizer. Allmusic vergab 4 von 5 Punkten. Die Band liefere erneutes Spektakel von Vorstellungskraft und Qualitätskontrolle ab.

## Titelliste
1. Clouds – 6:09 (Grutle, Peersen)
2. To the Coast – 6:27 (Peersen)
3. Ground – 6:38 (Peersen)
4. Vertebrae – 5:01 (Grutle, Peersen)
5. New Dawn – 5:23 (Peersen)
6. Reflection – 7:45 (Grutle, Peersen)
7. Center – 7:33 (Peersen)
8. The Watcher – 4:11 (Grutle, Peersen)